# Cyphose
 (avril 2010).
Si vous disposez d'ouvrages ou d'articles de référence ou si vous connaissez des sites web de qualité traitant du thème abordé ici, merci de compléter l'article en donnant les références utiles à sa vérifiabilité et en les liant à la section « Notes et références ».
 Mise en garde médicale
La cyphose (du grec ancien  κύφος  [kúphos], « bossu ») est une courbe convexe décrite par la colonne vertébrale dans le plan sagittal. Elle s'oppose à la lordose, où la colonne décrit une courbe concave.
Chez l'homme la colonne vertébrale a quatre courbures naturelles : la lordose cervicale (aspect creusé du cou), suivie de la cyphose thoracique (la bosse du dos), puis la lordose lombaire (creux en bas du dos), enfin la cyphose sacrale/coccygienne. Cette dernière est fixe. Une mauvaise posture se traduit par des modifications des courbes décrites par la colonne : des vertèbres en lordose peuvent décrire une cyphose et le terme désigne alors un état pathologique.
L’hypercyphose est une exagération de la cyphose thoracique. Elle est par abus de langage appelée cyphose. 
L’attitude cyphotique (personne avec un dos arrondi mais qui peut se tenir droite si on le lui demande) est à différencier de la cyphose irréductible. Cette personne est généralement, dans la langue populaire, décrite comme bossue.

## Étiologie
La cyphose peut être due à différentes causes :

### Cyphose physiologique

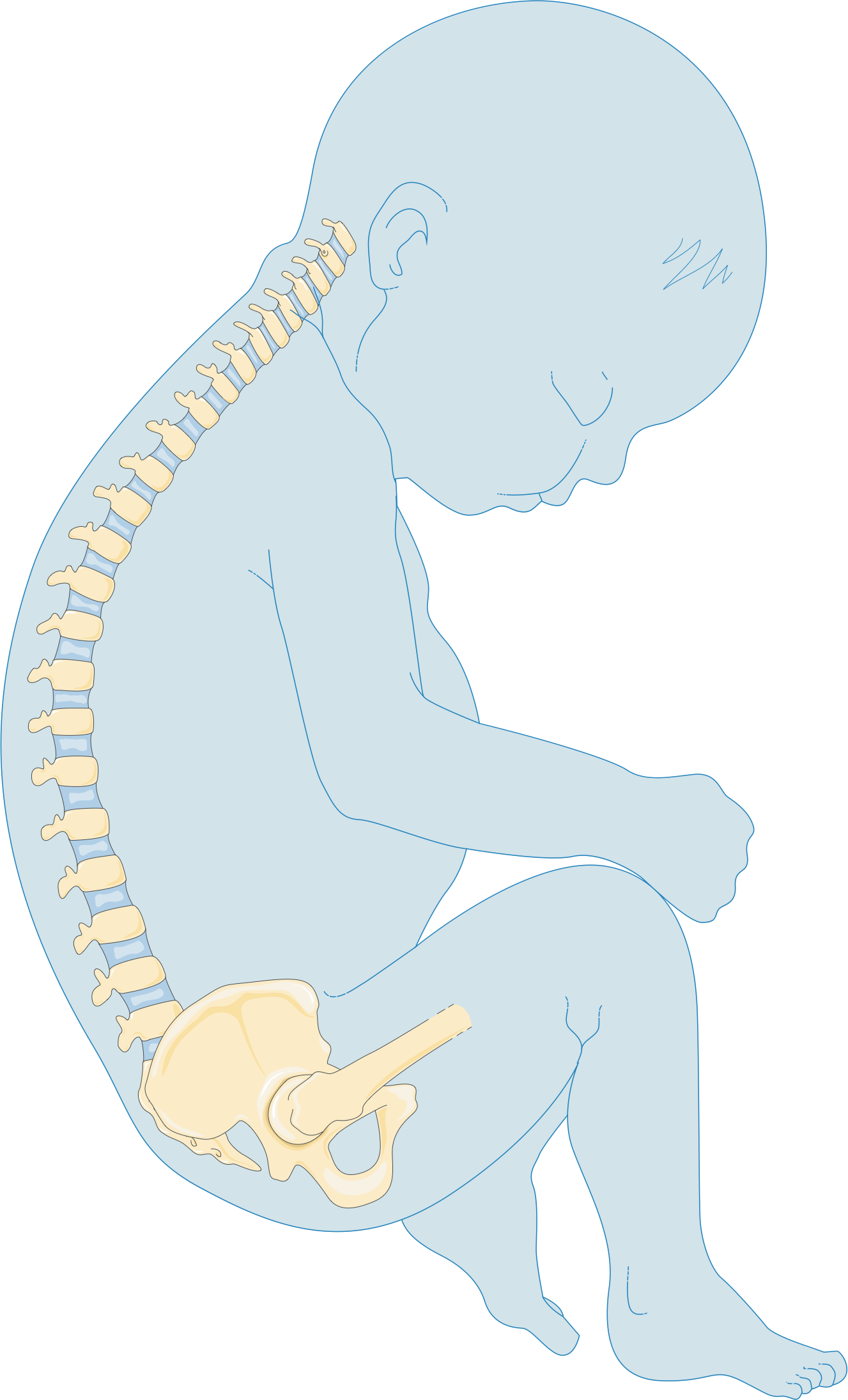
Coupe sagittale médiane d'un nouveau-né, vue droite. La position courbée du fœtus humain pendant la grossesse explique la courbure en C de la colonne vertébrale (cyphose générale : une seule courbure concave vers l'avant sur toute sa longueur).

La colonne vertébrale du fœtus et du nourrisson ne présente qu'une seule courbure concave vers l'avant (cyphose générale). La lordose cervicale se développe par l'action des muscles de la nuque durant le développement moteur de l'enfant (à environ trois mois) lorsqu'il commence à marcher à quatre pattes et qu'il relève la tête afin d'assurer l'horizontalité du regard qui lui permet de regarder où il va. Lors de l'apprentissage de la position assise, de la position debout, et de la marche vers douze mois, se développe la lordose lombaire sous l'action des muscles postérieurs de la colonne et du bassin (le passage à la bipédie se traduisant par un redressement du rachis lombaire et une verticalisation du sacrum), ce qui a pour effet de reporter le centre de gravité vers l'arrière. La cyphose dorsale ou thoracique (donnant la bosse du dos) et la cyphose sacrococcygienne qui s'accentuent progressivement lors du développement et donnent au nouveau-né l'allure arquée d'un quadrupède, sont appelées courbures primaires car elles conservent la forme de la courbure de la colonne vertébrale embryonnaire. La lordose cervicale et la lordose lombaire sont des courbures secondaires qui assurent la stabilité et le contrôle de l'équilibre rachidien. 
La présence de la crosse aortique, ou une faible inégalité de longueur des membres inférieurs ont été invoquées comme origine de la très légère scoliose physiologique à convexité droite, dont le sommet est situé dans la région thoracique haute.
En effet, une différence de développement des membres inférieurs est peut-être due à la latéralisation. Celle-ci ne concerne pas seulement l'habileté manuelle, mais le corps entier et même l'usage des yeux. Or dans la marche, il y a toujours un pas plus long que l'autre.
Comme la plus grande partie de la population est droitière, il semble normal que cette scoliose soit presque toujours du même côté.
Par contre, pratiquement aucune scoliose idiopathique n'est observée parmi les populations où le port sur la tête est habituel.

### Mauvaise posture
La personne ne se tient pas de manière érigée. Ce sont souvent des attitudes cyphotiques mais elles peuvent s'enraidir petit à petit si la personne continue à se tenir mal.
- Terrain : hyperlaxité articulaire et hypotonie musculaire.
- Ce déficit postural disparaît en position couchée.
- Il est favorisé par un retard de maturation neuro-motrice.

### Maladie de Scheuermann
La maladie de Scheuermann est la cause la plus fréquente de cyphose chez les personnes en période de croissance. Elle est retrouvée surtout chez les adolescents qui se tiennent mal ou qui effectuent des travaux lourds.

### Hypercyphose essentielle de Stagnara
L'hypercyphose essentielle de Stagnara ou « hypercyphose régulière » se caractérise par : 
- une courbure thoracique à grand rayon ;
- notion d'aggravation en période pubertaire (comme pour la scoliose idiopathique) ;
- douloureuse.

### Autres causes
- Malformations vertébrales
- Spondylose rhizomélique (spondylarthrite ankylosante)
- Hypercyphoses angulaires (mal de Pott, spondylodiscite, tumeur vertébrale, granulome éosinophile...)
- Atteintes neurologiques
- Maladie de Paget
- Syndrome d'Ehlers-Danlos type cypho-scoliotique (type VI)
- une obstruction nasale[4]
- la respiration par la bouche[5]

## Traitement
- Kinésithérapie
- Musculation
- Chirurgie
- Opération dorsale
- Port éventuel d'un corset orthopédique : pour cela, il faut consulter dans un service spécialisé en orthopédie, service spécialisé dans les études rachidiennes ou dans un service de rééducation.

## Conséquences
- Douleurs causées par des crises cyphotiques
- Dos courbé sans pouvoir se redresser
- Diminution de la compliance respiratoire
- La cyphose entraine un déclin de la capacité pulmonaire[6].